# Tromboembolizam u pretkomorskoj fibrilaciji
Tromboembolizam u pretkomorskoj fibrilaciji pripisuje se emboliji trombom koji potiče iz leve srčane pretkomore. Pretkomorska fibrilacija najčešća je aritmija u kliničkoj praksi, odgovorna za oko trećinu hospitalizacija zbog poremečaja srčanog ritma. Patogeneza tromboembolizma kao uzroka pretkomorske fibrilacijije jako je složena i biće delimično objašnjena na ovoj stranici.

## Osnovni pojmovi
Pretkomorska fibrilacija
Pretkomorska fibrilacija ili atrijalna fibrilacija je tahiaritmija pretkomora koju odlikuje neusklađeena depolarizacija pretkomora, što ima za posledicu poremećaj mehaniåke funkcije pretkomora. Elektrokardiografski se, tokom pretkomorske fibrilacije, umesto postojanih P-talasa, beleže brze oscilacije ili fibrilatorni talasi koji variraju u veličini, obliku i vremenu pojavljivanja.
Tromboembolizam
Blokada krvnih sudova izazvana ugruškom krvi, koji se odvojio od svog prvobitnog mesta formiranja.

## Epidemiologija
Do 25% moždanih udara kod bolesnika sa pretkomorskom fibrilacijom može nastati usled osnovne cerebrovaskularne bolesti, drugih srčanih izvora embolizma ili ateromatoze luka aorte.
Učestalost moždanog udara kod bolesnika sa pretkomorskom fibrilacijom uvećava se sa staroću stanovništva na čak 36% kod bolesnika starijih od 80 do 89 godina. Polovina starijih bolesnika sa pretkomorskom ima hroničnu arterijsku hipertenziju (koja je osnovni faktor rizika za cerebrovaskularnu bolest), a približno 12% ima klinički skrivenu stenozu karotidne arterije.
Ateroskleroza karotidnih arterija nema znatno veću prevalenciju kod bolesnika sa pretkomorskom fibrilacijom i moždanim udarom, u poređenju sa bolesnicima sa moždanim udarom bez pretkomorske fibrilacije, i relativno je manje značajan faktor. 

## Patofiziologija nastanka tromba
Formiranje tromba u levoj pretkomori počinje Virhovljevom trijadom koju čine; zastoj (staza), endotelna disfunkcija i hiperkoagulabilno stanje. Hemodinamski i hemostatski mehanizmi odgovorni za kliničke tromboembolijske događeje u pretkomorskoj fibrilaciji delimično su razjašnjeni ispitivanjem poremećaja koagulacije krvi kod ovih bolesnika.
Tromb, koji je neposredno povezan sa pretkomorskom fibrilacijom, najčešće se stvara u aurikuli leve pretkomore, koja se ne može u potpunosti prikazati transtorakalnim ehokardiogramom. Transezofagealna Dopler ehokardiografija je senzitivan i specifična metod za procenu funkcije aurikule leve pretkomore i za otkrivanje trombotičkog materijala. Trombi se češće sreću kod bolesnika sa pretkomorskom fibrilacijom i ishemijskim moždanim udarom nego kod onih bez moždanog udara.
Zastoj u cirkulaciji
Serijska transezofagealna ispitivanja leve pretkomore i njene aurikule, tokom konverzije pretkomorske fibrilacije u sinusni ritam, pokazala su smanjenje brzine protoka u levoj aurikuli usled gubitka organizovane mehaničke kontrakcije u pretkomorskoj fibrilaciji. 
Smanjenje brzine protoka u levoj pretkomori i njenoj aurikuli udruženo je sa pojavom spontanog ehokontrasta, sa stvaranjem tromba i embolijskim događajima. Brzina protoka u levoj aurikuli je manja kod bolesnika sa pretkomorskim flaterom u poređenju sa brzinom protoka kod normalnog sinusnog ritma, ali je veća nego pri pretkomorskoj fibrilaciji. Nepozanica je da li je zbog toga prevalenca tromba u levoj aurikuli i stopa tromboembolijskih događaja nešto niže kod pretkomorskog flatera. Iako se opšteprihvaćeni terapijski pristup zasniva na pretpostavci da nastanak tromba zahteva neprekidno trajanje pretkomorske fibrilacije, oko 48 sati, transezofagealnim ehokardiogramom su otkriveni trombi i u kraćem vremenskom periodu.
Endotelna disfunkcija
Teško je dokazati da je poremećaj funkcije endotela zaseban mehanizam, odgovoran za nastanak tromba kod bolesnika sa pretkomorskom fibrilacijom, iako je koncentracija von Willebrandovog faktora u serumu i pretkomorskom tkivu povećana kod nekih bolesnika. Slično tome, pretkomorska fibrilacija je udružena i sa biohemijskim markerima koagulacije i aktivacije trombocita, koji možda odražvaju sistemsko hiperkoagulabilno stanje.
Hiperkoagulabilno stanje
Perzistentna i paroksizmalna pretkomorska fibrilacija udružene su sa povećenjem serumskih koncentracija fibrinogena i fibrinskog D-dimera, koji ukazuju na aktivnu intravaskularnu trombogenezu. Povećanje koncentracije tromboglobulina i trombocitnog faktora IV, kod odabranih bolesnika sa pretkomorskom fibrilacijom, ukazuju na aktivaciju trombocita, ali su ovi podaci manje pouzdani, u skladu sa manjom efikasnošću antitrombocitne terapije u prevenciji tromboembolijskih komplikacija, ãto je dokazano u kliničkim studijama. Ovi biohemijski markeri koagulacije i aktivacije trombocita ne omogućavaju razlikovanje sekundarnog reaktivnog procesa usled intravaskularnog zgrušavanja od primarnog hiperkoagulabilnog stanja. Neki od ovih markera koagulacije normalizuju se tokom antikoagulantne terapije, a neki se povećavaju neposredno nakon konverzije u sinusni ritam i zatim vraćaju na normalu. 
Kod bolesnika sa reumatskom mitralnom stenozom, koji su bili podvrgnuti transseptalnoj kateterizaciji radi mitralne balon-valvuloplastike, dokazan je regionalni oblik koagulopatije u levoj pretkomori. Koncentracije fibrinopeptida A, kompleksa trombin-antitrombin III, i protrombinskog fragmenta F1,2, bile su povećane u levoj pretkomori u odnosu na koncentracije ovih markera u desnoj pretkomori i butnoj veni, što ukazuje na regionalnu aktivaciju kaskadnih reakcija koagulacije. 
Još uvek nije utvrođeno da li je ova pojava u pretkomorskoj fibrilaciji hemodinamski posredovana visokim pritiskom u levoj pretkomori, ili su odgovorni neki drugi mehanizmi, ali je dokazano da je regionalna koagulopatija udružena sa nalazom spontanog eho kontrasta u levoj pretkomori. 
Suprotno tome, insuficijencija mitralnog zalistka valvule umanjuje stazu u levoj aurikuli i udružena je sa nižim stepenom aktivacije koagulacij. Spontani eho kontrast je složen fenomen koji in vitro zavisi od brzine krvnog protoka, hematokrita i serumskih proteina, uključujući fibrinogen. 
Kod bolesnika sa pretkomorskom fibrilacijom, nezavisni predskazatelji pojave spontanog eho kontrasta jesu: 
- veličina leve pretkomore,
- brzina protoka u levoj aurikuli,
- disfunkcija leve komore,
- koncentracija fibrinogena,
- hematokrit i
- ateroskleroza aorte.[16][17]

Ovaj hemoreološki fenomen predstavlja ehokardiografski odraz regionalne koagulopatije i ima klinički značaj pri otkrivanju bolesnika sa pretkomorskom fibrilacijom koji su pod visokim rizikom od tromboembolijskih komplikacija. Međutim još uvek nije utvrđeena prednost ovog nalaza u odnosu na uobičajenu kliničku procenu pri prospektivnoj stratifikaciji rizika od tromboembolije. 
Nasuprot rasprostranjenom shvatanju da sistemska antikoagulantna terapija tokom četiri nedelje dovodi do endokardijalne adherencije i organizacije tromba u levoj aurikuli, transezofagealna proučavanja su potvrdila nestanak tromba kod većine bolesnika.
Gotovo ista zapažanja ukazala su na dinamičnu prirodu poremećaja funkcije leve pretkomore i njene aurikule tokom konverzije pretkomorske fibrilacije, što logično uzrokuje potrebu za antikoagulantnom terapijom, nekoliko nedelja pre i posle uspešne kardioverzije. 
Suprotno tome, povećan protok u levoj pretkomori kod bolesnika sa mitralnom regurgitacijom udružen je sa manjom prevalencijom spontanog eho kontrasta u levoj pretkomori i manjom učestalošću tromboembolijskih dogđaja, čak i kada je leva pretkomora uvećana.

## Kliničke posledice
Kako pouzdana patofiziologija tromboembolizma kod bolesnika sa pretkomorskom fibrilacijom nije sa sigurnošću utvrđena, mehanizmi koji povezuju faktore rizika sa ishemijskim moždanim udarom u pretkomorskoj fibrilaciji, takođe, nisu potpuno razjašnjeni. 
Čvrsta povezanost između hipertenzije i moždanog udara kod pretkomorske fibrilacije verovatno je posredovana pre svega embolijom koja potiče iz leve srčane aurikule, ali hipertenzija takođe povećava rizik od neembolijskih mždanih udara u pretkomorskoj fibrilaciji. Hipertenzija kod ovih bolesnika povezana je sa smanjenom brzinom protoka u levoj aurikuli, pojavom spontanog eho kontrasta, i nastankom tromba. Uticaj hipertenzije na hemodinamiku leve pretkomore može biti posledica poremećene dijastolne komorske funkcije, ali ovaka povezanost je još uvek je u razmatranju jer je na nivou pretpostavke. Osnovno pitanje je da li dugotrajno lečenje hipertenzije smanjuje rizik od embolijskih moždanih udara pri pretkomorskoj fibrilaciji, zato što su komorske dijastolne abnormalnosti koje prate hipertenziju kod starih osoba često multifaktorijalne i teško su reverzibilne.
Odmaklo životno doba ima višestruki uticaj na povećanje rizika od moždanog udara. Kod bolesnika sa pretkomorskom fibrilacijom, proces starenja je udružen sa pojavom fenomena koji predisponiraju stvaranju tromba, kao što su uvećanje leve pretkomore, smanjenje brzine protoka u levoj aurikuli i pojava spontanog eho kontrasta. Pored toga, starije životno doba je faktor rizika za aterosklerozu, sa nastankom složenih aterosklerotskih plakova na luku aorte, a udruženo je i sa moždanim udarom nezavisno od pretkomorske fibrilacije.
Koncentracija protrombinskog aktivacijskog fragmenta F1.2, pokazatelja stvaranja trombina, povećava se sa životnim dobom u opštoj populaciji[160–162], kao i kod bolesnika sa pretkomorskom fibrilacijom, što ukazuje na protrombinsku dijatezu u starijem životnom dobu. 
Poremećaj funkcije leve komore, na koji ukazuju anamnestički podaci o srčanom popuštanju ili transtorakalniehokardiografski pregled, povećava rizik od ishemijskogmoždanog udara kod bolesnika sa atrijalnom fibrilacijom,a koji ne uzimaju antitrombotsku terapiju, ali ne ikod bolesnika sa pretkomorskom fibrilacijom i umerenimrizikom, koji uzimaju aspirin. Izvedeni zaključci sukontradiktorni; disfunkcija leve komore je udružena i sanastankom tromba u levoj pretkomori i sa neembolijskimmoždanim udarima kod bolesnika sa pretkomorskom fibrilacijom.
Ukratko rečeno, tokom pretkomorske fibrilacije deluju složeni tromboembolijski mehanizmi, koji uključuju međudejstvo faktora koji se odnose na stazu krvi u levoj pretkomori i levoj aurikuli, poremećaj funkcije endotela i sistemsku, a moguće je i lokalnu, hiperkoagulabilnost.

## Literatura
- Fuster, V.; Rydén, L. E.; Asinger, R. W.; Cannom, D. S.; Crijns, H. J.; Frye, R. L.; Halperin, J. L.; Kay, G. N.; Klein, W. W.; Lévy, S.; McNamara, R. L.; Prystowsky, E. N.; Wann, L. S.; Wyse, D. G.; American College of Cardiology; American Heart Association; European Society of Cardiology; North American Society of Pacing and Electrophysiology (2001). „Guidelines for the management of patients with atrial fibrillation. A report of the American College of Cardiology/American Heart Association Task Force on Practice Guidelines and the European Society of Cardiology Committee for Practice Guidelines and Policy Conferences (Committee to develop guidelines for the management of patients with atrial fibrillation) developed in collaboration with the North American Society of Pacing and Electrophysiology”. European Heart Journal. 22 (20): 1852—1923. PMID 11601835. doi:10.1053/euhj.2001.2983.

|  | Molimo Vas, obratite pažnju na važno upozorenje u vezi sa temama iz oblasti medicine (zdravlja). |